# L'anonima Roylott
Pour plus de détails, voir Fiche technique et Distribution.
L'anonima Roylott est un film policier italien réalisé par Raffaello Matarazzo et sorti en 1936.

## Synopsis
La société anonyme Roylott est une entreprise chimique dirigée par deux frères, Joe et Eric, qui, avec l'aide de l'astucieux avocat Evans, concluent des contrats avec de jeunes chimistes prometteurs afin d'exploiter leurs compétences et leurs brevets en les privant de leur utilisation. L'une de ces victimes est Giorgio Harris, un jeune ingénieur, fiancé à Helena, la nièce de Joe.
Deux frères sont assassinés à peu de distance l'un de l'autre et il y aura de nombreux suspects dans ce double meurtre, dont Harris et Helena ; mais c'est finalement l'avocat Evans qui sera accusé, car l'arme avec laquelle les deux industriels ont été tués est retrouvée dans une poche de son pardessus.
Malgré ses proclamations d'innocence, il est condamné à être exécuté sur la chaise électrique. Mais l'inspecteur de police qui l'a accusé s'est entre-temps convaincu de l'innocence d'Evans. Pour démasquer le vrai coupable, il organise donc un simulacre d'exécution et la ruse réussit.
En effet, il s'avère que le meurtrier est en fait l'un des nombreux inventeurs que l'entreprise a piégés pour mener à bien une folle vengeance qui couvait depuis vingt ans. Evans est donc libre, mais cette expérience éprouvante l'a aussi conduit à la folie.

## Fiche technique
- Titre original italien : L'anonima Roylott[1]
- Réalisateur : Raffaello Matarazzo
- Scénario : Guglielmo Giannini d'après sa pièce homonyme ;
- Photographie : Massimo Terzano (it)
- Montage : Raffaello Matarazzo
- Musique : Nuccio Fiorda (it)
- Décors : Nuccio Fiorda (it)
- Production : Romolo Laurenti
- Société de production : Fiorda & C
- Pays de production :  Royaume d'Italie
- Langue originale : italien
- Format : Noir et blanc - Son mono
- Durée : 72 minutes
- Genre : film policier
- Dates de sortie :
  - Royaume d'Italie : 1936 (visa délivré le 23 juin 1936)[1]

## Distribution
- Camillo Pilotto : Giorgio Evans
- Italo Pirani : Joe Roylott
- Carlo Lombardi : Eric Roylott
- Giulio Donadio Ingénieur Rogers
- Romano Calò : MacKay, inspecteur de police
- Isa Pola : Helena Roylott, nièce de Joe
- Mino Doro : Eng. Giorgo Harris, le fiancé d'Helena
- Alfredo De Antoni : Peters, directeur général
- Emma Baron : Jean, l'épouse de Peters
- Olga Solbelli : Anna
- Giovanni Conforti : ingénieur Dixon
- Paolo Stoppa : De Paoli, huissier
- Cesarina Gheraldi : Claire, secrétaire de l'avocat Evans
- Mario Ferrari : Stark, chef de la police
- Corrado Antonicelli : Morris, officier de police
- Beatrice Mancini : standardiste
- Aldo Pierantoni : avocat
- Zoe Incrocci : dactylo
- Norma Nova : dactylo
- Clelia Bernacchi : commis
- Nietta Zocchi : secrétaire